# Rudolfiella lindmaniana
Rudolfiella lindmaniana là một loài thực vật có hoa trong họ Lan. Loài này được (Kraenzl.) Hoehne miêu tả khoa học đầu tiên năm 1953.